# رابرت لوئیس جانسون
رابرت لوئیس جانسون (انگلیسی: Robert L. Johnson؛ زادهٔ ۸ آوریل ۱۹۴۶) اهالی کسب‌وکار و سرمایه‌دار اهل ایالات متحده آمریکا است.